# Atitla Chico
Atitla Chico är en ort i Mexiko.   Den ligger i kommunen Zongolica och delstaten Veracruz, i den sydöstra delen av landet, 250 km öster om huvudstaden Mexico City. Atitla Chico ligger 735 meter över havet och antalet invånare är 121.
Terrängen runt Atitla Chico är kuperad åt sydväst, men åt nordost är den bergig. Runt Atitla Chico är det ganska tätbefolkat, med 222 invånare per kvadratkilometer. Närmaste större samhälle är Córdoba, 19,4 km norr om Atitla Chico. I omgivningarna runt Atitla Chico växer i huvudsak städsegrön lövskog.